# 石川純一郎 (建築家)
石川 純一郎（いしかわ じゅんいちろう、1897年〈明治30年〉 - 1987年〈昭和62年〉）は、日本の建築家。1930年代から1940年代にかけて竹中工務店の看板建築家として活躍し、モダニスト建築家として朝日新聞社の社屋を多数手がけた。

## 経歴
1927年（昭和2年）、東京帝国大学を卒業し竹中工務店に入社。1930年（昭和5年）、竹中工務店設計部の命により鷲尾九郎とともにシベリア鉄道で欧州各地に向かい、鷲尾は劇場と病院、石川はオフィスビルをテーマに建築動向を視察した。1946年（昭和21）より同社の設計部長。1954年に竹中工務店を退職し大阪府豊中市に石川純一郎建築事務所を開設。1987年（昭和62年）、逝去。
代表作の大阪朝日ビルは角部の曲面を水平線で強調したストリームライン・モダンのビルであり、1930年代に新素材のステンレスパネルや曲面ガラスをいち早く使用した。2010年代に解体されるまで大大阪時代を象徴する建物の一つとして知られていた。

## 主な作品
*現況欄の✕は現存せず
| 建造物名                 | 年                 | 画像 | 所在地             | 現況 | 備考                                     |
| ------------------------ | ------------------ | ---- | ------------------ | ---- | ---------------------------------------- |
| 日本基督教団横浜指路教会 | 1926年（大正15年） |      | 神奈川県横浜市     |      |                                          |
| 日本基督教団浪花教会     | 1930年（昭和5年）  |      | 大阪市中央区       |      | 設計指導：ウィリアム・メレル・ヴォーリズ |
| 東京朝日新聞社横浜支局   | 1930年（昭和5年）  |      | 神奈川県横浜市     | ×    |                                          |
| 辰馬本家酒造白鹿館       | 1931年（昭和6年）  |      | 兵庫県西宮市       | ×    |                                          |
| 大阪朝日新聞社           | 1931年（昭和6年）  |      | 大阪市北区         | ×    |                                          |
| 酒井片桐飛行殉難碑       | 1933年（昭和8年）  |      | 鳥取県東伯郡琴浦町 |      | 朝日新聞社の通信機遭難の慰霊碑           |
| 東京宝塚劇場             | 1933年（昭和8年）  |      | 東京都千代田区     | ×    | 共同設計：鷲尾九郎、青柳貞世             |
| 上野彦馬翁碑             | 1934年（昭和9年）  |      | 長崎県長崎市       | ×    | 胸像は有地滋迪作                         |
| 野球塔                   | 1934年（昭和9年）  |      | 兵庫県西宮市       | ×    | ベルリンオリンピック芸術競技に出展       |
| 大阪朝日新聞社京都支局   | 1935年（昭和10年） |      | 京都市中京区       | ×    | 全面ガラスカーテンウォール               |
| 大阪朝日新聞社名古屋支社 | 1937年（昭和12年） |      | 名古屋市中京区     | ×    |                                          |
| 大阪朝日新聞九州支社     | 1937年（昭和12年） |      | 福岡県北九州市     | ×    | 迷彩色で竣工                             |
| 生駒山航空道場           | 1940年（昭和15年） |      | 奈良県生駒市       | ×    | 戦後は生駒山天文博物館に転用             |
| 石原時計店１階改装       | 1964年（昭和39年） |      | 大阪市中央区       | ×    |                                          |